# Miloš Obilić

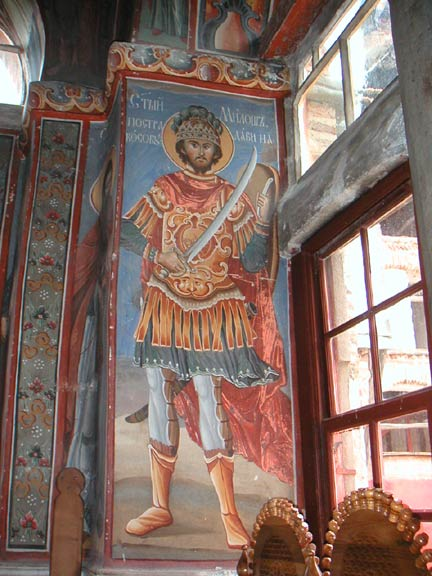
Fresk z serbskiego monasteru Chilandar na górze Athos, ukazujący Obilicia jako świętego rycerza.

Miloš Obilić (serb. Милош Обилић), rzadziej: Kobilić, Kobilović – zgodnie z tradycją Serbów i południowych Słowian, był serbskim bohaterem, który w czasie bitwy na Kosowym Polu pomiędzy Serbią a Imperium Osmańskim, zabił zatrutym sztyletem tureckiego sułtana Murada I. Obilić był także uważany za założyciela Zakonu Smoka. Istnieje również albańska wersja tradycji, w której Obilić był właśnie Albańczykiem.
Najbardziej popularna wersja legendy utrzymuje, że podczas bitwy Miloš Obilić udawał nawróconego na islam zdrajcę i dostał się przed oblicze sułtana Murada. W chwili, gdy pozwolono mu zbliżyć się do sułtana celem zwyczajowego ucałowania stóp Miloš Obilić zabił go zatrutym sztyletem.
Od jego imienia pochodzą nazwy serbskiego miasta w Kosowie, Obilić, klubu piłkarskiego z Belgradu – FK Obilić Belgrad i należącego do niego stadionu – Stadion Miloša Obilicia.
Miloš Obilić, opiewany w ludowych pieśniach (m.in. Budowanie Rawanicy, Książęca wieczerza, pieśni cyklu kosowskiego) i legendach, zaczął być również nieformalnie czczony jako święty. Jego kult funkcjonował nawet na górze Athos, chociaż żaden z lokalnych Kościołów prawosławnych nie przeprowadził jego procesu kanonizacyjnego. Do utrwalenia mitu Obilicia-mściciela Serbii, zwiastuna przyszłego zwycięstwa i wolności, wykonawcy aktu „zemsty sprawiedliwej”, przyczynili się władyka czarnogórski Piotr II Petrowić-Niegosz w swoim utworze Górski wieniec oraz prawosławny biskup, kanonizowany w 2003 Mikołaj (Velimirović), w swoich kazaniach poświęconych bitwie na Kosowym Polu. Nie istnieją przy tym źródła historyczne jednoznacznie potwierdzające, że Obilić żył naprawdę.
Imię Obilicia nosiło najwyższe wojskowe odznaczenie czarnogórskie, ustanowione przez Piotra II Petrowicia-Niegosza.